# Беф (коммуна)
Беф (фр. Beffes) — коммуна во Франции, находится в регионе Центр. Департамент — Шер. Входит в состав кантона Сансерг. Округ коммуны — Бурж.
Код INSEE коммуны — 18025.

## География

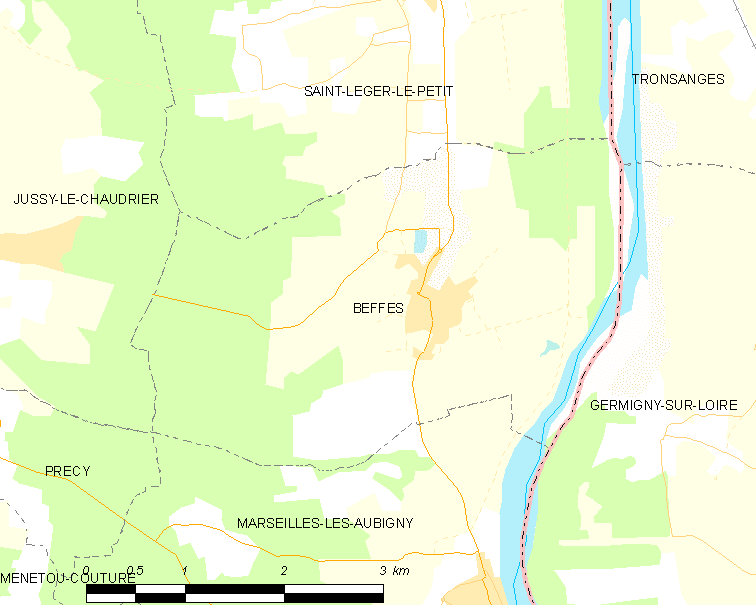
Карта коммуны

Коммуна расположена приблизительно в 210 км к югу от Парижа, в 125 км юго-восточнее Орлеана, в 50 км к востоку от Буржа.
По территории коммуны протекает река Луара и проходит Боковой канал Луары.

## История
Первое упоминание деревни Беф относится к 1227 году. Процветание коммуны началось в 1880-х с развитием промышленности по производству извести. XX век ознаменовался быстрым развитием цементной промышленности. Первый цементный завод был построен компанией Poliet et Chausson в 1929 году.

## Население
Население коммуны на 2008 год составляло 698 человек.
| 1962 | 1968 | 1975 | 1982 | 1990 | 1999 | 2008 |
| ---- | ---- | ---- | ---- | ---- | ---- | ---- |
| 606  | 637  | 689  | 662  | 644  | 672  | 698  |

## Экономика
В Бефе есть цементный завод Ciments français, дочерней компании Italcementi.
В 2007 году среди 415 человек в трудоспособном возрасте (15-64 лет) 289 были экономически активными, 126 — неактивными (показатель активности — 69,6 %, в 1999 году было 67,2 %). Из 289 активных работали 246 человек (131 мужчина и 115 женщин), безработных было 43 (18 мужчин и 25 женщин). Среди 126 неактивных 34 человека были учениками или студентами, 52 — пенсионерами, 40 были неактивными по другим причинам.